# Штарнберг (район)
Штарнберг (нем. Starnberg) — район в Германии. Центр района — город Штарнберг. Район входит в землю Бавария. Подчинён административному округу Верхняя Бавария. Занимает площадь 488,01 км². Население — 129 091 чел. Плотность населения — 265 человек/км².
Официальный код района — 09 1 88.
Район подразделяется на 14 общин.

## Города и общины

Муниципалитеты района Штарнберг (Бавария)

Города
1. Штарнберг (23 115)

Ярмарки
Объединения общин
Свободные от управления общин
Общины
1. Андекс (3 208)
2. Берг (8 172)
3. Фельдафинг (4 322)
4. Гаутинг (19 382)
5. Гильхинг (16 978)
6. Хершинг-ам-Аммерзее (10 044)
7. Иннинг-ам-Аммерзее (4 193)
8. Крайллинг (7 570)
9. Пёккинг (5 695)
10. Зеефельд (7 102)
11. Тутцинг (9 506)
12. Веслинг (5 173)
13. Вёртзее (4 643)

## Население
По оценке на 31 декабря 2015 года население района составляет 133 621 человек.
| Дата      | 1840  | 1871  | 1900  | 1925  | 1939  | 1950  | 1961  | 1970  | 1987   | 2011   |
| --------- | ----- | ----- | ----- | ----- | ----- | ----- | ----- | ----- | ------ | ------ |
| Население | 11048 | 13011 | 19020 | 29363 | 36449 | 65463 | 73704 | 86674 | 108889 | 127133 |

| Год       | 1960  | 1970  | 1980   | 1990   | 2000   | 2009   | 2010   | 2011   | 2012   | 2013   | 2014   | 2015   |
| --------- | ----- | ----- | ------ | ------ | ------ | ------ | ------ | ------ | ------ | ------ | ------ | ------ |
| Население | 73863 | 88221 | 106656 | 114599 | 124956 | 130010 | 130283 | 128111 | 129530 | 130811 | 131873 | 133621 |

## Города-побратимы
- Новый Тайбэй, Тайвань[5]

## Внешние ссылки
- Официальная страница Архивная копия от 5 декабря 2006 на Wayback Machine (нем.)